# Kurt Korbatits
Kurt Korbatits (* 2. September 1937 in Wien; † 13. Mai 2023) war ein österreichischer Politiker (ÖVP) und Landesbeamter. Er war von 1982 bis 1996 Abgeordneter zum Burgenländischen Landtag.

## Ausbildung und Beruf
Korbatits wurde als Sohn von Johann und Theresia Korbatits geboren, wobei sein Vater im Zweiten Weltkrieg fiel. Er besuchte die Volksschule und das Bundesrealgymnasium in Eisenstadt und schloss seine Schulbildung 1957 mit der Matura ab. 1961 leistete er seinen Präsenzdienst beim Österreichischen Bundesheer ab und trat 1962 als Beamter in den Dienst der Burgenländischen Landesregierung, wo er im gehobenen Verwaltungsdienst arbeitete. Korbatits wurde zum Regierungsrat ernannt. Seine Urne wurde am Friedhof Oberberg-Eisenstadt beigesetzt.

## Politik
Korbatits beteiligte sich am Neuaufbau der Stadt- und Bezirksorganisation der Österreichischen Jugendbewegung (ÖJB) und übernahm zwischen 1963 und 1967 die Funktion des ÖJB-Bezirksobmanns sowie von 1965 bis 1967 die Funktion des ÖJB-Landesobmanns. In der Folge war Korbatits zwischen 1965 und 1977 als Gemeinderat in Eisenstadt aktiv und übernahm zwischen dem 14. November 1977 und dem 17. Jänner 1990 das Amt des Bürgermeisters. Zudem vertrat er die ÖVP zwischen dem 29. Oktober 1982 und dem 27. Juni 1996 die ÖVP im Burgenländischen Landtag. Innerparteilich war Korbatits zudem von 1972 bis 1990 als ÖVP-Stadtparteiobmann aktiv und übernahm zwischen 1994 und 1995 das Amt des geschäftsführenden ÖVP-Bezirksparteiobmann von Eisenstadt. Zudem engagierte er sich im Österreichischen Arbeitnehmerinnen- und Arbeitnehmerbund (ÖAAB), wobei er zwischen von 1969 bis 1989 ÖAAB-Obmann von Eisenstadt und von 1988 bis 1996 ÖAAB-Bezirksobmann von Eisenstadt war.
Korbatits war ab 2001 Obmann des Seniorenbundes Burgenland. Im September 2021 folgte ihm Rudolf Strommer in dieser Funktion nach.

## Sonstige Funktionen
Korbatits war oftmaliger Landesmeister im Schwimmen und hatte zwischen 1955 und 1965 das Amt des Präsidenten des Burgenländischen Schwimmverbandes inne. Zudem war er ab 1972 Landesobmann der Österreichischen Turn- und Sport-Union Burgenland. 
Er war Vorstandsmitglied des Burgenländischen Müllverbandes, 1. Obmann im Abwasserverband Eisenstadt-Eisbachtal, Vizepräsident des Österreichischen Städtebundes sowie Mitbegründer und Vorstandsmitglied des Vereines Burgenländische Haydnfestspiele in Eisenstadt. Zudem hatte er das Amt des Obmann-Stellvertreters des Vereines der Burgenländischen Kulturzentren inne, war von 1990 bis 1995 Obmann der ÖVP-FCG Landesdienstfraktion und Vorsitzender-Stellvertreter in der ÖGB-Sektion Landesdienst.